# Trogobriga
Trogobriga is een geslacht van vlinders van de familie visstaartjes (Nolidae).

## Soorten
- T. albifera Hampson, 1912